# Spilogona flavinervis
Spilogona flavinervis är en tvåvingeart som beskrevs av Huckett 1965. Spilogona flavinervis ingår i släktet Spilogona och familjen husflugor.
Artens utbredningsområde är Alaska. Inga underarter finns listade i Catalogue of Life.